# 슈타인하임

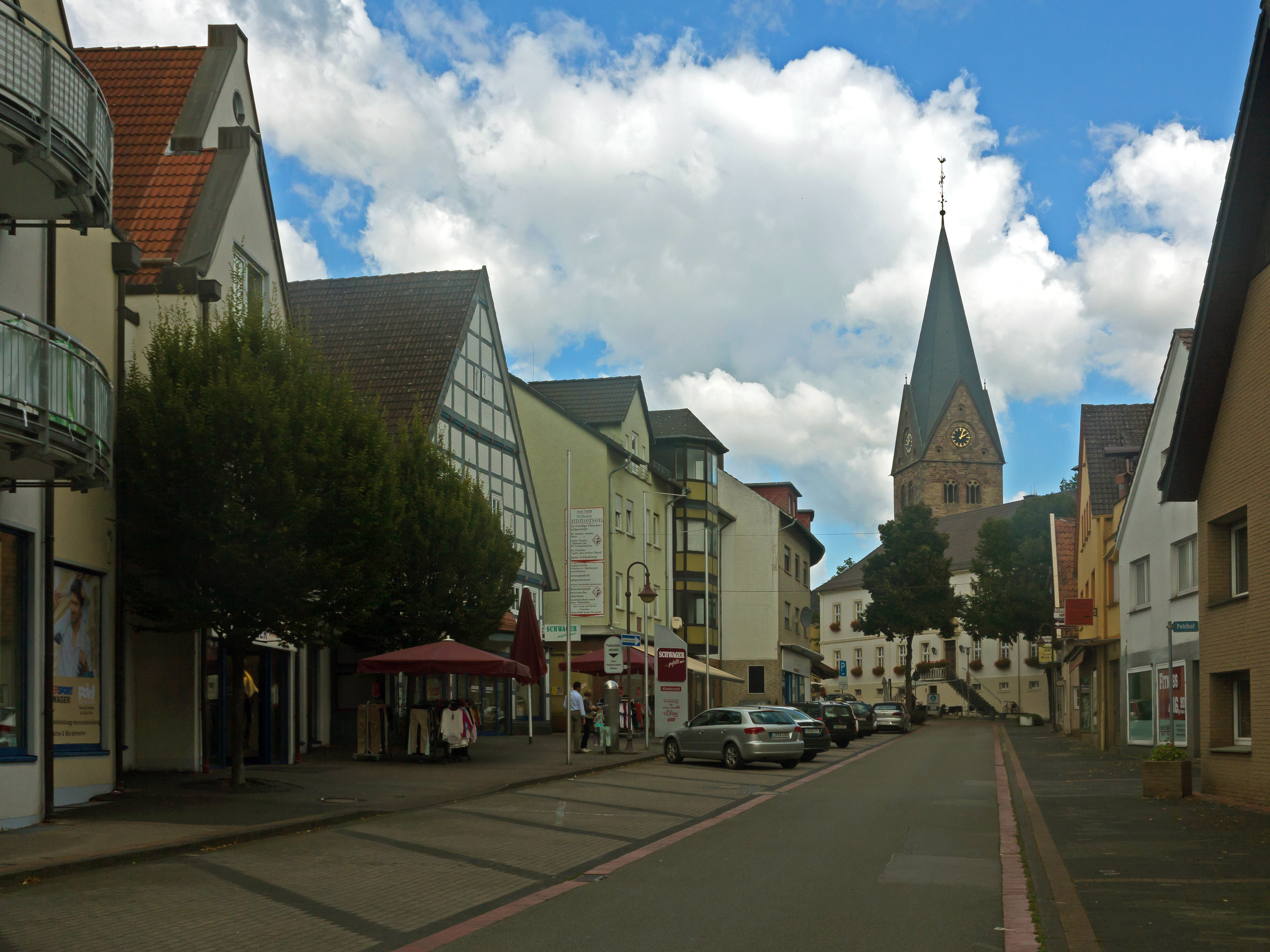
슈타인하임

슈타인하임(독일어: Steinheim)은 독일 노르트라인베스트팔렌주에 위치한 도시로 면적은 75.68km2, 높이는 180m, 인구는 12,922명(2015년 12월 31일 기준), 인구 밀도는 170명/km2이다. 데트몰트에서 남동쪽으로 약 15km 정도 떨어진 곳에 위치한다.

시 문장

## 자매 도시
- 폴란드 부스코즈드루이
- 핀란드 하우키푸다스
- 콩고 민주 공화국 칼레미
- 이탈리아 스페키아
- 헝가리 시게트센트미클로시